# Diofanto (filósofo)
Diofanto (em latim: Diophantus) foi um filósofo romano do século IV, ativo durante o reinado do imperador Juliano, o Apóstata (r. 361–363). Oriundo do Egito, além de filósofo também era sacerdote de mistérios. Foi citado na epístola 720 de Libânio que foi datada em ca. 362.